# Phaolô Yamaguchi Aijirō
Phaolô Yamaguchi Aijirō (パウロ 山口 愛次郎 (Pauro Sơn Khẩu Ái Thứ Lang) 14 tháng 7 năm 1894 – 24 tháng 9 năm 1976) là một Giám mục người Nhật Bản của Giáo hội Công giáo Rôma. Ông nguyên là Tổng giám mục chính tòa Tổng giáo phận Nagasaki. Trước đó, ông còn kiêm nhiệm nhiều chức danh khác như Phủ doãn Tông Tòa Hạt phủ doãn Tông Tòa Kagoshima và Giám mục chính tòa Giáo phận Nagasaki.

## Tiểu sử
Tổng giám mục Paul Aijirô Yamaguchi sinh ngày 14 tháng 7 năm 1894 tại Urakami, thuộc Nhật Bản. Sau quá trình tu học dài hạn tại các chủng viện theo quy định của Giáo luật, ngày 24 tháng 12 năm 1823, Phó tế Yamaguchi, 29 tuổi, tiến đếh việc đực truyền chức linh mục. Ngày 9 tháng 11 năm 1936, linh mục Yamaguchi được Tòa Thánh chọn làm Phủ doãn Tông Tòa Hạt phủ doãn Tông Tòa Kagoshima.
Sau hơn nửa năm thi hành nhiệm vụ của một Phủ doãn Tông Tòa và 14 năm trên cương vị linh mục, ngày 1 tháng 7 năm 1937, tin tức từ Tòa Thánh loan báo việc tuyển chọn từ Giáo hoàng, chọn linh mục Paul Aijirô Yamaguchi, 45 tuổi, làm Giám mục chính tòa Giáo phận Nagasaki. Lễ tấn phong cho vị giám mục tân cử được tổ chức sau đó vào ngày 7 tháng 11 cùng năm, với phần nghi thức chính yếu được cử hành cách trọng thể bởi 3 giáo sĩ cấp cao. Chủ phong cho vị tân giám mục là Tổng giám mục Paolo Marella, Khâm sứ Tòa Thánh tại Nhật Bản. Hai vị còn lại, với vai trò phụ phong, gồm có Tổng giám mục Jean-Baptiste-Alexis Chambon, M.E.P., tổng giám mục Tổng giáo phận Tokyo và Giám mục Albert Henri Charles Breton, M.E.P., Giám mục chính tòa Giáo phận Fukuoka.
Hơn hai mươi năm sau đó, ngày 14 tháng 5 năm 1959, Tòa Thánh thông báo nâng cấp Giáo phận Nagasaki thành Tổng giáo phận Nagasaki. Cùng với tin tức trên, một lần nữa, Tòa Thánh xác nhận quyết định bổ nhiệm Giám mục Yamaguchi làm Giám mục giáo phận, với một chức danh mới là Tổng giám mục chính tòa.
Ngày 19 tháng 12 năm 1968, Tòa Thánh chấp thuận yêu cầu của từ nhiệm của ông, và trao danh hiệu Tổng giám mục Hiệu tòa Massa Lubrense. Ngày 4 tháng 2 năm 1971, ông thôi giữ chức danh này. Ông qua đời ngày 25 tháng 9 năm 1976, thọ 82 tuổi.